# 第3即応機動連隊
第3即応機動連隊（だいさんそくおうきどうれんたい、JGSDF 3rd  Rapid Deployment Regiment）は、陸上自衛隊名寄駐屯地（北海道 名寄市）に駐屯する第2師団隷下の即応機動連隊である。

## 概要
2022年（令和4年）3月、普通科連隊から即応機動連隊へ改編した。前身の第3普通科連隊は1953年（昭和28年）から『朔北の第一線部隊』として国防の任に就いており、即応機動連隊への改編により即応性と機動性を高めた部隊となった。
機動戦闘車部隊が中隊編成であり、普通科中隊は即応機動連隊の基本編成よりも1個中隊多く4個編成されている。
連隊長は1等陸佐（二）が充てられ、名寄駐屯地司令を兼務している。訓練は主に名寄演習場や鬼志別演習場で実施する。
なお、前身の第3普通科連隊はイラク復興支援群の第1陣であった。

## 沿革
第3連隊
- 1951年（昭和26年）5月1日：警察予備隊第1管区隊隷下に第3連隊（第3大隊欠）が高田駐屯地に新編。
- 1952年（昭和27年）
  - 1月19日：部隊改編。

  1. 第3連隊本部が第6連隊本部に、第3連隊第1大隊が第3大隊に、第2大隊が第62連隊第2大隊に改称。
  2. 第6連隊（宇都宮駐屯地）が第3連隊（連隊本部・第1大隊・第2大隊）に改称。

  - 12月20日：第3連隊の先遣隊が名寄駐屯地に到着。
- 1953年（昭和28年）
  - 3月11日：第3連隊第1大隊、第2大隊が宇都宮駐屯地から名寄駐屯地に移駐[4]し、第2管区隊隷下に編入。
  - 3月26日：第3大隊が高田駐屯地から名寄駐屯地に移駐[4]。
  - 11月20日：第3大隊が名寄駐屯地から留萌駐屯地に移駐[4]。

第3普通科連隊
- 1954年（昭和29年）

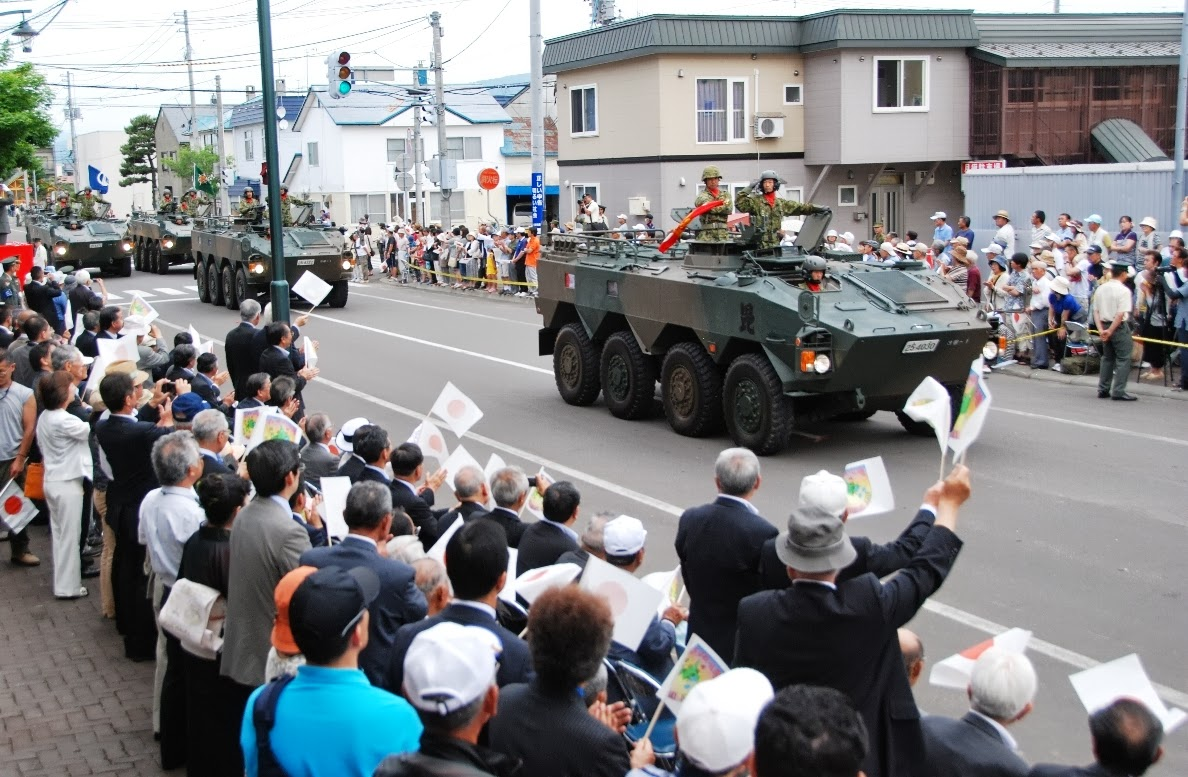
第3普通科連隊
名寄駐屯地創立60周年記念行事における市中パレードにて（2013年6月16日）

  - 7月1日：陸上自衛隊創設に伴い、第3連隊が第3普通科連隊に称号変更。
  - 9月26日：第3大隊（留萌駐屯地）が第10普通科連隊第1大隊に改編[4]。
  - 10月5日：第3大隊が名寄駐屯地に新編[4]。
- 1955年（昭和30年）4月11日：第2偵察中隊が第3普通科連隊に配属。
- 1956年（昭和31年）
  - 1月16日：第3普通科連隊の一部（第5中隊）が滝川駐屯地に移駐。（第18普通科連隊に所属変更）
  - 2月14日：陸上自衛隊初の冬季挺身作戦研究演習を実施（～2月16日）。
- 1962年（昭和37年）1月18日：第2管区隊の第2師団への改編に伴い、普通科大隊を廃止し4個普通科中隊編成へ連隊再編。
- 1981年（昭和56年）3月25日：新装備として84mm無反動砲16門が装備される。
- 1986年（昭和61年）3月25日：84mm無反動砲完全装備に伴う部隊改編。
- 1987年（昭和62年）
  - 3月26日：84式暗視装置を装備。
  - 6月12日：60式装甲車を装備。
- 1988年（昭和63年）3月25日：第2師団の近代化改編。

1. 装甲車化連隊に改編[4]。
2. 各普通科中隊の対戦車小隊に87式対戦車誘導弾を装備し、87式対戦車誘導弾の2コ分隊と60式自走106mm無反動砲の2コ分隊の編成に改編[4]。

- 1990年（平成02年）6月29日：73式装甲車を装備。
- 1991年（平成03年）8月1日：第3普通科連隊改編。第4普通科中隊が特定中隊へ改編。
- 1995年（平成07年）3月28日：部隊改編。

1. 第9普通科連隊（旭駐屯地）、第2対戦車隊（上富良野駐屯地）の部隊廃止により、人員が第3普通科連隊に編入され、対戦車中隊（79式対舟艇対戦車誘導弾を装備）を新編。
2. 60式自走81mm迫撃砲、60式自走107mm迫撃砲を81mm迫撃砲 L16、120mm迫撃砲 RTに換装。

- 1998年（平成10年）8月28日：96式装輪装甲車を装備。日本で一番最初の部隊配備。
- 1999年（平成11年）3月29日：装輪装甲車化連隊に改編[4]。
- 2007年（平成19年）3月28日：後方支援体制改編準備隊が編成完結。
- 2008年（平成20年）
  - 3月26日：部隊改編。

  1. 本部管理中隊管理整備小隊を補給小隊に改編。
  2. 後方支援体制変換に伴い、整備部門を第2後方支援連隊第2整備大隊第1普通科直接支援中隊へ移管。

  - 4月1日：最先任上級曹長制度を施行。
  - 7月18日：基幹連隊指揮統制システム（ReCS）の運用を開始[4]。
- 2011年（平成23年）4月22日：部隊改編。

1. 対戦車中隊を廃止（79式対舟艇対戦車誘導弾廃止）[4]。
2. 第4普通科中隊の特定中隊解除[4]。
3. 第1普通科中隊のみ装輪装甲車化[4]。
4. 第2普通科中隊、第3普通科中隊、第4普通科中隊の96式装輪装甲車を高機動車へ更新[5]。

- 2015年（平成27年）3月26日：本部管理中隊に対戦車小隊を編成完結（中距離多目的誘導弾FCU：2両・LAU：8両装備）[4]。
- 2019年（平成31年）3月26日：第1普通科中隊、第2普通科中隊、第3普通科中隊、第4普通科中隊の対戦車小隊廃止（87式対戦車誘導弾廃止）[4]。
- 2021年（令和03年）9月9日：16式機動戦闘車（MCV）を装備、入魂式が挙行[6]。
- 2022年（令和04年）3月16日：第4普通科中隊および重迫撃砲中隊を廃止[7]。

第3即応機動連隊
- 2022年（令和04年）3月17日：第2師団の機動師団化に伴い第3即応機動連隊に改編[1][8]。

1. 機動戦闘車中隊および火力支援中隊を新編[7]。
2. 整備支援は第2後方支援連隊第2整備大隊即応機動直接支援中隊が担任。

- 2023年（令和05年）3月16日：部隊改編により、第4普通科中隊が新編[9]。

## 部隊編成
- 連隊本部(RHQ)
  - 第1科(S-1) - 人事 - 第1科広報室
  - 第2科(S-2) - 情報
  - 第3科(S-3) - 作戦（運用訓練）
  - 第4科(S-4) - 兵站
  - 最先任上級曹長(CSM)
- 本部管理中隊(HSCo)「3即機-本」
  - 中隊本部：82式指揮通信車(CCV)
  - 連隊本部班
  - 補給小隊(SupPt)
  - 通信小隊(SigPt)
  - 衛生小隊(MedPt)
  - 情報小隊(IntPt) - 軽装甲機動車(LAV)、偵察用オートバイ
  - 施設小隊(PiPt)- 75式ドーザ
  - 対戦車小隊（普通科）(ATPt) - 中距離多目的誘導弾システム(MMPM)
  - 高射小隊（高射特科）(AAPt) - 93式近距離地対空誘導弾(近SAM)
- 第1普通科中隊(1Co)「3即機-1」
  - 中隊本部 - 運用訓練幹部、各係幹部および陸曹等、狙撃班など
  - 第1小銃小隊(1Pt) - 96式装輪装甲車(WAPC)
  - 第2小銃小隊(2Pt) - 96式装輪装甲車(WAPC)
  - 第3小銃小隊(3Pt) - 96式装輪装甲車(WAPC)
  - 迫撃砲小隊(MPt) - 高機動車、81mm迫撃砲 L16
- 第2普通科中隊(2Co)「3即機-2」
  - 中隊本部 - 運用訓練幹部、各係幹部および陸曹等、狙撃班など
  - 第1小銃小隊(1Pt) - 96式装輪装甲車(WAPC)
  - 第2小銃小隊(2Pt) - 96式装輪装甲車(WAPC)
  - 第3小銃小隊(3Pt) - 96式装輪装甲車(WAPC)
  - 迫撃砲小隊(MPt) - 高機動車、81mm迫撃砲 L16
- 第3普通科中隊(3Co)「3即機-3」
  - 中隊本部 - 運用訓練幹部、各係幹部および陸曹等、狙撃班など
  - 第1小銃小隊(1Pt) - 96式装輪装甲車(WAPC)
  - 第2小銃小隊(2Pt) - 96式装輪装甲車(WAPC)
  - 第3小銃小隊(3Pt) - 96式装輪装甲車(WAPC)
  - 迫撃砲小隊(MPt) - 高機動車、81mm迫撃砲 L16
- 第4普通科中隊(4Co)「3即機-4」
  - 中隊本部 - 運用訓練幹部、各係幹部および陸曹等、狙撃班など
  - 第1小銃小隊(1Pt) - 96式装輪装甲車(WAPC)
  - 第2小銃小隊(2Pt) - 96式装輪装甲車(WAPC)
  - 第3小銃小隊(3Pt) - 96式装輪装甲車(WAPC)
  - 迫撃砲小隊(MPt) - 高機動車、81mm迫撃砲 L16
- 火力支援中隊（野戦特科）「3即機-火支」 - 120mm迫撃砲 RT[3]
- 機動戦闘車中隊（機甲科）「3即機-戦」 - 16式機動戦闘車(MCV)[3]、96式装輪装甲車(WAPC)、軽装甲機動車(LAV)

## 整備支援部隊
第3普通科連隊
- 第2後方支援連隊第2整備大隊第1普通科直接支援中隊「2後支-2整-1普」（名寄駐屯地）：2008年（平成20年）3月26日から2022年3月16日の間

第3即応機動連隊
- 第2後方支援連隊第2整備大隊即応機動直接支援中隊「2後支-2整-即機」（名寄駐屯地）：2022年（令和4年）3月17日から

## 主要幹部
| 官職名                              | 階級    | 氏名       | 補職発令日     | 前職                                    |
| ----------------------------------- | ------- | ---------- | -------------- | --------------------------------------- |
| 第3即応機動連隊長 兼 名寄駐屯地司令 | 1等陸佐 | 大谷進一郎 | 2025年03月17日 | 陸上自衛隊関東補給処装備計画部 企画課長 |

| 代                | 氏名                   | 在職期間                                                   | 前職                                                | 後職                                                   |
| 第3普通科連隊長   | 第3普通科連隊長        | 第3普通科連隊長                                            | 第3普通科連隊長                                     | 第3普通科連隊長                                        |
| ----------------- | ---------------------- | ---------------------------------------------------------- | --------------------------------------------------- | ------------------------------------------------------ |
| 01                | 野瀬定一 （2等警察正） | 1951年05月01日 - 1952年01月03日                            |                                                     | 第6連隊長 兼 美幌駐とん地部隊長                        |
| 02                | 中山忠雄 （1等警察正） | 1952年01月04日 - 1953年08月15日                            |                                                     | 保安隊普通科学校副校長                                 |
| 03                | 水尾広吉               | 1953年08月16日 - 1955年11月15日                            | 第1連隊副連隊長                                     | 富士学校普通科部教育課長                               |
| 04                | 久納清之助             | 1955年11月16日 - 1957年08月11日                            | 陸上幕僚監部第3部附                                 | 陸上自衛隊富士学校企画室長                             |
| 05                | 堤政二                 | 1957年08月12日 - 1959年07月31日                            | 西部方面総監部第2部長                               | 陸上幕僚監部第5部普通科班長                            |
| 06                | 眞嶋浩                 | 1959年08月01日 - 1961年07月31日                            | 第5管区総監部第3部長                                | 陸上幕僚監部付                                         |
| 07                | 中村龍平               | 1961年08月01日 - 1963年07月31日                            | 陸上幕僚監部勤務                                    | 東部方面総監部幕僚副長                                 |
| 08                | 川名聡雄               | 1963年08月01日 - 1965年07月15日                            | 東北方面総監部第1部長                               | 北部方面総監部幕僚副長                                 |
| 09                | 柏木武典               | 1965年07月16日 - 1967年07月16日                            | 統合幕僚会議事務局第3幕僚室勤務                     | 第8師団司令部幕僚長                                    |
| 10                | 高品武彦               | 1967年07月17日 - 1969年03月16日                            | 陸上幕僚監部第3部防衛班長                           | 第1師団司令部幕僚長                                    |
| 11                | 朝香一                 | 1969年03月17日 - 1971年03月15日                            | 陸上自衛隊幹部学校学校教官                          | 陸上自衛隊幹部候補生学校学生隊長                       |
| 12                | 鈴木敏                 | 1971年03月16日 - 1973年03月15日                            | 陸上幕僚監部幕僚庶務室勤務                          | 普通科教導連隊長 兼 滝ヶ原分とん地司令                 |
| 13                | 芳野宗福               | 1973年03月16日 - 1974年07月15日                            | 陸上自衛隊富士学校研究部第1課長                     | 第11師団司令部幕僚長                                   |
| 14                | 亀井輝                 | 1974年07月16日 - 1976年03月15日                            | 陸上幕僚監部第1部 →1973年8月20日 陸上幕僚監部付     | 北部方面総監部第1部長                                  |
| 15                | 御供佳一               | 1976年03月16日 - 1978年03月15日                            | 陸上自衛隊幹部学校学校教官                          | 防衛研修所所員                                         |
| 16                | 越前和雄               | 1978年03月16日 - 1980年03月16日                            | 北部方面総監部総務部長                              | 北部方面総監部総務部長                                 |
| 17                | 山西義信               | 1980年03月17日 - 1981年07月31日                            | 陸上幕僚監部人事部募集課 募集班長                   | 北部方面総監部人事部長                                 |
| 18                | 五十君弘太郎           | 1981年08月01日 - 1983年07月31日 ※1983年07月01日 陸将補昇任 | 陸上自衛隊幹部学校研究員                            | 東北方面総監部幕僚副長                                 |
| 19                | 白石一郎               | 1983年08月01日 - 1985年08月07日                            | 陸上自衛隊幹部学校教官 →1982年8月2日 陸上幕僚監部付 | 陸上自衛隊幹部学校研究員                               |
| 20                | 藤原博                 | 1985年08月08日 - 1987年03月31日                            | 陸上幕僚監部調査部調査第2課 調査第2班長             | 陸上幕僚監部調査部調査第2課長                          |
| 21                | 竹田仁宏               | 1987年04月01日 - 1988年07月06日                            | 陸上幕僚監部人事部補任課 人事第1班長                | 陸上幕僚監部人事部厚生課長                             |
| 22                | 東條基夫               | 1988年07月07日 - 1990年07月08日                            | 東北方面総監部防衛部訓練課長                        | 防衛大学校教授                                         |
| 23                | 田原克芳               | 1990年07月09日 - 1992年06月15日                            | 自衛隊愛知地方連絡部募集課長                        | 北部方面総監部防衛部長                                 |
| 24                | 永倉義継               | 1992年06月16日 - 1994年06月30日                            | 第7師団司令部第3部長                                | 統合幕僚会議事務局第3幕僚室 運用計画調整官 兼 総括班長 |
| 25                | 佐田重夫               | 1994年07月01日 - 1997年03月31日                            | 東部方面総監部防衛部訓練課長                        | 自衛隊京都地方連絡部長                                 |
| 26                | 火箱芳文               | 1997年04月01日 - 1998年06月30日                            | 陸上幕僚監部防衛部防衛課 業務計画班長               | 陸上幕僚監部人事部補任課長                             |
| 27                | 姉崎泰司               | 1998年07月01日 - 2000年06月29日                            | 陸上幕僚監部防衛部運用課 予備自衛官運用室長         | 陸上幕僚監部人事部厚生課長                             |
| 28                | 高山治彦               | 2000年06月30日 - 2002年12月01日                            | 情報本部勤務                                        | 東北方面総監部防衛部長                                 |
| 29                | 番匠幸一郎             | 2002年12月02日 - 2004年08月29日                            | 陸上幕僚監部防衛部防衛課 防衛班長                   | 陸上幕僚監部監理部総務課 広報室長                      |
| 30                | 時田宗之               | 2004年08月30日 - 2006年12月05日                            | 陸上幕僚監部調査部調査課 調査運用室勤務             | 防衛大学校教授                                         |
| 31                | 早渕昇                 | 2006年12月06日 - 2009年03月31日                            | 統合幕僚監部運用第1課特殊作戦室長                   | 陸上自衛隊幹部学校主任教官                             |
| 32                | 高橋武也               | 2009年04月01日 - 2011年04月18日                            | 陸上幕僚監部監理部会計課 予算班長                   | 陸上自衛隊研究本部主任研究開発官                       |
| 33                | 岡部勝昭               | 2011年04月19日 - 2013年12月17日                            | 自衛隊大阪地方協力本部募集課長                      | 第12旅団司令部幕僚長                                   |
| 34                | 坂本雄一               | 2013年12月18日 - 2015年08月03日                            | 統合幕僚監部防衛計画部防衛課 防衛班長               | 陸上幕僚監部監理部総務課 広報室長                      |
| 35                | 岡本宗典               | 2015年08月04日 - 2017年12月18日                            | 陸上自衛隊富士学校主任教官                          | 中央即応集団司令部報道官                               |
| 36                | 武本康博               | 2017年12月19日 - 2020年07月31日                            | 陸上自衛隊研究本部研究員                            | 自衛隊岩手地方協力本部長                               |
| 37                | 山﨑潤                 | 2020年08月01日 - 2022年03月16日                            | 陸上自衛隊教育訓練研究本部研究員                    | 第3即応機動連隊長 兼 名寄駐屯地司令                    |
| 第3即応機動連隊長 |                        |                                                            |                                                     |                                                        |
| 01                | 山﨑潤                 | 2022年03月17日 - 2023年03月29日                            | 第3普通科連隊長 兼 名寄駐屯地司令                   | 陸上幕僚監部防衛部防衛課勤務                           |
| 02                | 藤田明大               | 2023年03月30日 - 2025年03月16日                            | 統合幕僚監部防衛計画部計画課勤務                    | 陸上自衛隊教育訓練研究本部研究員                       |
| 03                | 大谷進一郎             | 2025年03月17日 -                                           | 陸上自衛隊関東補給処装備計画部企画課長              |                                                        |

## 主要装備
- 16式機動戦闘車[3]
- 96式装輪装甲車[3]
- 軽装甲機動車
- 10式雪上車
- 高機動車
- 1/2tトラック / 73式小型トラック
- 1 1/2tトラック / 73式中型トラック
- 3 1/2tトラック / 73式大型トラック
- 9mm拳銃SFP9[3]
- 20式5.56mm小銃[3]
- 89式5.56mm小銃[3]
- 5.56mm機関銃MINIMI
- 12.7mm重機関銃M2[3]
- 84mm無反動砲
- 中距離多目的誘導弾
- 93式近距離地対空誘導弾[3]
- 81mm迫撃砲 L16[3]
- 120mm迫撃砲 RT[3]

### 過去の装備
- 60式装甲車
- 60式自走81mm迫撃砲
- 60式自走107mm迫撃砲
- 64式7.62mm小銃
- 62式7.62mm機関銃
- 64式対戦車誘導弾
- 79式対舟艇対戦車誘導弾
- 87式対戦車誘導弾

## 警備隊区
名寄市、稚内市、士別市、豊富町、浜頓別町、中頓別町、歌登町、枝幸町、美深町、風連町、下川町、利尻町、利尻富士町、礼文町、中川町、猿払村、音威子府村

## 廃止部隊
- 1962年（昭和37年）1月18日廃止
  - 第3普通科連隊第1普通科大隊「3普-1-本」（名寄駐屯地）：4個普通科中隊編成の連隊へ再編。
  - 第3普通科連隊第2普通科大隊「3普-2-本」（名寄駐屯地）：4個普通科中隊編成の連隊へ再編。
  - 第3普通科連隊第3普通科大隊「3普-3-本」（名寄駐屯地）：4個普通科中隊編成の連隊へ再編。。
- 2008年（平成20年）3月26日廃止
  - 第3普通科連隊本部管理中隊管理整備小隊「3普-本」（名寄駐屯地）：補給小隊に改編。整備部門を第2後方支援連隊第2整備大隊第1普通科直接支援中隊へ移管。
- 2011年（平成23年）4月21日廃止
  - 第3普通科連隊対戦車中隊「3普-対戦」（名寄駐屯地）：79式対舟艇対戦車誘導弾を用途廃止。
- 2019年（平成31年）3月26日廃止
  - 第3普通科連隊第1普通科中隊対戦車小隊「3普-1」（名寄駐屯地）：87式対戦車誘導弾を用途廃止。
  - 第3普通科連隊第2普通科中隊対戦車小隊「3普-2」（名寄駐屯地）：87式対戦車誘導弾を用途廃止。
  - 第3普通科連隊第3普通科中隊対戦車小隊「3普-3」（名寄駐屯地）：87式対戦車誘導弾を用途廃止。
  - 第3普通科連隊第4普通科中隊対戦車小隊「3普-4」（名寄駐屯地）：87式対戦車誘導弾を用途廃止。
- 2022年（令和04年）3月16日廃止
  - 第3普通科連隊第4普通科中隊「3普-4」（名寄駐屯地）：
  - 第3普通科連隊重迫撃砲中隊「3普-重」（名寄駐屯地）：

## 第3普通科連隊廃止時の編成
- 第3普通科連隊本部
- 本部管理中隊「3普-本」：中距離多目的誘導弾
- 第1普通科中隊「3普-1」：96式装輪装甲車
- 第2普通科中隊「3普-2」：高機動車
- 第3普通科中隊「3普-3」：高機動車
- 第4普通科中隊「3普-4」：高機動車
- 重迫撃砲中隊「3普-重」：120mm迫撃砲 RT